# Reckoning (album de Grateful Dead)
Pour les articles homonymes, voir Reckoning.
Albums de Grateful Dead
Go to Heaven
(1980) Dead Set
(1981)
Reckoning est un album live du Grateful Dead sorti en 1981.
Il provient de deux séries de concerts, ceux donnés au Warfield Theatre de San Francisco du 25 septembre au 14 octobre 1980, et ceux donnés au Radio City Music Hall de New York du 22 au 31 octobre. Seuls des titres joués sur des instruments acoustiques apparaissent sur cet album; des titres électriques issus des mêmes concerts ont vu le jour quelques mois plus tard sur l'album Dead Set.

## Titres
1. Dire Wolf (Jerry Garcia, Robert Hunter) – 3:20
2. The Race Is On (George Jones, Don Rollins) – 2:58
3. Oh Babe, It Ain't No Lie (Elizabeth Cotton) – 6:28
4. It Must Have Been the Roses (Garcia, Hunter) – 6:56
5. Dark Hollow (trad. rec. Bill Browning) – 3:49
6. China Doll (Garcia, Hunter) – 5:22
7. Been All Around This World (trad.) – 4:31
8. Monkey and the Engineer (Jesse Fuller) – 2:37
9. Jack-A-Roe (trad.) – 4:05
10. Deep Elem Blues (trad.) – 4:51
11. Cassidy (Bob Weir, John Barlow) – 4:38
12. To Lay Me Down (Garcia, Hunter) – 8:59
13. Rosa Lee McFall (Charlie Monroe) – 2:54
14. On The Road Again (trad.) – 3:15
15. Bird Song (Garcia, Hunter) – 7:34
16. Ripple (Garcia, Hunter) – 4:38

## CD 2
Reckoning est réédité en octobre 2004 dans le cadre du coffret Beyond Description (1973–1989), paru chez Rhino Records. Il se voit adjoindre un deuxième CD de performances acoustiques issues des mêmes concerts.
1. To Lay Me Down (trad.) – 9:12
2. Iko Iko (James « Sugar Boy » Crawford) – 4:23
3. Heaven Help the Fool (Weir, Barlow) – 6:18
4. El Paso (Robbins) – 4:41
5. Sage & Spirit (Weir) – 3:14
6. Little Sadie (trad.) – 2:45
7. It Must Have Been the Roses (Hunter) – 7:01
8. Dark Hollow (trad.) – 4:30
9. Jack-A-Roe (trad.) – 5:08
10. Cassidy (Weir, Barlow) – 5:06
11. China Doll (Garcia, Hunter) – 5:52
12. Monkey and the Engineer (Fuller) – 2:37
13. Oh Babe It Ain't No Lie (Cotton) – 7:13
14. Ripple (Garcia, Hunter) – 4:37
15. Tom Dooley (trad.) – 3:33
16. Deep Elem Blues (trad.) – 3:42

## Musiciens
- Jerry Garcia : guitare, chant
- Mickey Hart : batterie
- Bill Kreutzmann : batterie
- Phil Lesh : basse
- Brent Mydland : claviers, chant
- Bob Weir : guitare, chant